# 野比玉子
- 藤子不二雄（連載） > 藤子・F・不二雄（著作） > ドラえもん > 登場人物 > 野比玉子
- 藤子不二雄 > アニメ > ドラえもん > 登場人物 > 野比玉子

野比 玉子（のび たまこ）は、藤子・F・不二雄の漫画作品『ドラえもん』に登場する架空の人物。野比のび太の母。

## 概要
夫は野比のび助。年齢の統一設定は存在しない（全話で固定された年齢設定は存在しない。その詳細は野比のび助#年齢を参照。44巻収録「恐竜の足あと発見」では、ひみつ道具「年代そくてい機」により玉子が「できてから38年経っている」と測定される場面が描かれている。同話は雑誌『小学二年生』に掲載された）。
旧姓は「片岡」。怠惰な印象の強いのび太には非常に厳しい専業主婦。のび太たち家族からは基本的に「ママ」、のび助からは「きみ」とも呼ばれる。また外部の人間からは「のび太君のママ」、「野比さん家の奥さん」スネ夫の母親からは「野比さん」と呼ばれ、本名の「玉子」と呼ばれることはほとんどない（公式HPおよびスタッフロールでも「ママ」とのみ表記されている）。
外見は比較的長身。体型について本人は体重増加を気にする場面があった。アニメ「ドラえもんがダイエット!?」では、リバウンド時の体重は58.0kg。癖は舌で唇をなめること。また、ドラえもんの道具を、それが何かもわからず勝手に使ってしまった結果自分やドラえもん、のび太たちが被害を受けることがあり、トラブルメーカーでもある。ニッと笑うと、女優の池内淳子に似ていると自称。
のび太同様かなりの近眼であり、眼鏡を外すと新聞も読めず、のび太と同様の「3」の字型のショボショボした目つきになることがある（カラー作品集1巻「大きくなる虫めがね」）。1巻「プロポーズ作戦」では眼鏡を外した状態でも大きな瞳をした美しい雰囲気の女性として描かれた。
家族は母親、兄らしき人物（いずれも名前は不明）、弟の玉夫が漫画に登場する。
「ぼくの生まれた日」の作中でのび助に「君に似たら成績優秀疑いなし！」と太鼓判を捺されているが、実際は小さい頃から成績が悪く遅刻も多かったようだ。
てんとう虫コミックス11巻「テレビ局をはじめたよ」の初期の版では「野比のぶ子」という名前で呼ばれているが、これは外伝作品『ドラミちゃん』を『ドラえもん』のエピソードに統合する際に修正し忘れたものであり、「のぶ子」はドラミが世話をしていた「のび太郎」の母の名前である。現在の版では「玉子」に修正されている。

## 過去の出来事
夫ののび助との出会いは「野比のび助#玉子との出会い」を参照。
結婚前のプロポーズの経緯は「野比のび助#プロポーズ」を参照。
出産時については「野比のび助#のび太誕生」を参照。
現在の姿ののび太・ドラえもんと、子供時代やのび太出生直後などに、何度か会っているが覚えていない。
「ママのダイヤを盗み出せ」に登場した少女時代の玉子は、自宅に侵入してきたのび太とドラえもんを不審者と勘違いして怒鳴り付ける等、気が強く荒々しい性格で、物を出しっ放しにしたり、ドアを開けっ放しにする等のずぼらな面を見せている。

## 趣味・性格
連載当初は一人息子ののび太に対し非常に甘く「のびちゃん」と呼んだり、怖い思いをしたのび太に膝枕をして慰めたり、宿題を忘れたため学校を休むと言って部屋に閉じこもったのび太をなだめて行かせようとしており、小学館の学習雑誌での連載開始時の人物紹介では、のび助ともども「あまくてぜったいにのび太をおこらない」とされている。また作中でものび太の「猫を飼いたい」との希望に笑顔で同意するなど、動物嫌いの部分も見せていない。しかし、徐々に当初の穏やかな性格は鳴りを潜め、教育ママで厳しい母親というイメージ（後述）が定着していくこととなる。
また時には後先も全く考えずに、ドラえもんの秘密道具や友達から借りた漫画も燃やす、廃品回収に出す、時には2階ののび太の部屋の窓から外に向かって投げ捨てるという乱暴な手段に出ることもある。どんなに高価なものでも勉強の妨げになると判断した場合は捨てることに一切躊躇しない。なかには、自分で勝手につまずいて転んだものを窓から外に放り投げ、その後再びそれにつまずいて転び、最終的には物置にしまい込み、それがうるさい音を出すと箒で滅多打ちに殴打したこともあるなど、ヒステリックな描写も目立つ。
息子と同じく意地汚いところがあり、冷蔵庫に一個しか残っていなかったアイスクリームを食べたり、クッキーをつまみ食いしたり、ドラえもんがのび太のために用意したステーキ（秘密道具）まで勝手に食べてしまっている。また、1巻収録「変身ビスケット」では、お客さんが食べ残した変身ビスケットをつまみ食いしてウサギに変身し、ドラえもんとのび太の代わりに玉子に謝ろうとしたのび助を、気絶させてしまった。
自分の事を棚に上げる面もあり、のび太の物を壊してしまっても、謝罪は一切なく「そこらに置いていたのび太が悪い」と逆ギレしたり、玉子がひみつ道具を捨てたのが原因でドラえもんとのび太が喧嘩したのにもかかわらず、自分のやった事に気付いていない場合が多い。
現実主義者であり、厄除けを迷信だと信じなかったり、ドラえもんのひみつ道具の存在に気付かない場合がある。のび太達が大量の松茸や魚を獲って来ても「いいえ、これは夢です！私は信じません！」と自分に言い聞かせるといった行動をとる。

### のび太への教育
成績不振や怠け癖が酷いのび太への説教は長く、平均で1時間、明記されている中での最高記録は2時間15分59秒というものになっている。しかし玉子が頭ごなしにガミガミと叱るだけの理不尽なケースが多い。のび助のような具体的なアドバイスが無い場合もある。連載中期からは理由もなくのび太を叱るパターン（八つ当たり）が多くなっている。また、のび太がジャイアンとスネ夫に追いかけられているのを知らずに、ジャイアンとスネ夫が家の前で待ち構えているのにもかかわらず問答無用で強制的にお使いに行かせようとしていたり、のび太を殴ろうと待ち伏せしているジャイアンとスネ夫を恐れて学校に行こうとしないのび太を強引に学校に行かせようとしたことがある。また、学校から少し帰ってくるのが遅くなっただけで怒鳴りつけた事もある。先生からの「目は何の為に前についていると思う?　前進するためだ！　終わったことをいつまでも気に病むな。次回（のテスト）で頑張れ」という激励を紹介しようとしたのび太を「屁理屈ばっかり！」と怒鳴りつけた事もある。
のび太の失敗に対しては、ジャイアンとスネ夫にいじめられたり不可抗力がある場合でも事情や理由も聞かず頭ごなしに叱るなど、常に歪んだ固定観念を持ってることもあって息子に対する信頼は全くの皆無で、のび太よりもスネ夫のおべっかを信用する場面も見られる。更にスネ夫に関してはのび太のテストの点数を聞かされて激怒することもある。息子の言う事を信用せず、他人に対しては簡単に信じてしまう為、それが原因でしょっちゅう悪人に騙されてしまう。道具を容赦なく捨てることや動物嫌いも含め、「屁理屈」扱いしてのび太の主張を聞こうとはしない。成績の悪さや家事手伝いを怠けていることを理由に夏休み期間中遊びに行くことを許さず、夏休みの期間中ずっと宿題や勉強をするようにのび太に言ったこともある（その際、のび太に対して「机の前から離れたら承知しないから」と念を押している。なお、この時点で既にのび太は宿題を終えていたのだが、玉子はそれを頭から信じなかった）。のび助と会話がこじれ、のび太に八つ当たりすることも多い。そのためのび太もあきらめており、玉子によって理不尽な目にあっても反論したりドラえもん以外の第三者に弁明することはあまりないが流石に根には持たれており、時にはのび太からひみつ道具で物理的に報復される事もある。お使いや家の手伝いに関してものび太側の意見や事情をろくに聞きもせずに押し付ける事があり、仮に聞いても、怒鳴り散らして無理矢理押し付けている。これらに関してはのび太の日頃の行いのせいもあるので仕方ない部分もある。
のび太の帰りが遅くなった際に無理なくお説教することもあるが、それでのび太が思いつめて家出をしたり、裏山に引きこもる原因になることもある。 
のび太にとって、玉子の怒りはかなりの恐怖である。のび太は「ぼくのこわいもの」と題した作文で、「おおかみ男」がこわいが、「でも、もっとこわいものがあるのです。それは、うちのママのおこった顔です」と書き、玉子に見られて怒られてしまった。また、あの手この手で人に開けさせようとするが、開けると怖いお化けが出てくる道具「パンドラボックス」を（道具の力もあって）無理矢理のび太に開けさせたが、出てきたお化けさえのび太は「ママよりましだ」と評した。また、その恐ろしさをのび太は「鬼」または「（童話に出てくるような）恐ろしい魔女」と比喩したことがある。テレビアニメ第2作第2期では眼鏡が曇り、白く光る描写がある。
しかし、ただ厳しいだけの母親ではなく、ロッテ・ミュンヒハウゼンが行方不明になった新聞記事を一緒に読んだり、帰宅が遅かったのび太に「遅かったわね。ドラちゃんが待ってるわよ」と叱らなかったり、行方不明だったのび太が帰宅した際は泣きながらのび太を抱き締め、その他にものび太が何か悪いことをして悩んでいた時にはそれを察して優しくたしなめたり、のび太がテストで30点を取ってきたとき（0点続きのため）は叱らないなど無理に高望みをしたりしない、のび太がドラえもんの道具を使って学校の裏山に家出をしたため事件解決後の帰宅時に叱った直後は、夕食が済んでいるにもかかわらずおにぎりを握ってあげたりなどといった一面もある。そのためのび太も普段は厳しくても時々甘えたくなる時があると語っている。またのび太が100点をテストで取った時には号泣し額縁に入れて飾ると喜んでいた。アニメ版オリジナルエピソードでは比較的原作初期の性格に回帰している傾向があり、お説教の回数も減り、のび太に対して小言を言う程度に留まっている。

### 野比家全体に関して
普段はおっちょこちょいでやや抜けていたり、のび助を呆れさせたり、何もない所で転んだりすることもあった。酒豪ののび助とは対照的にビール等のアルコール類は好きではないようだが、上等なウイスキーは美味しいと感じるなど全く嫌いと言うわけではない。また、一回酒を飲んでしまうと止まらなくなり、挙句の果てには屋根に上って踊り狂うほど酒癖が悪い。一方、タバコを快く思っていないようだがドラえもんの道具の影響でタバコを吸ったことがあった。
上記の点からジャイアンやスネ夫等と同様「のび太が鬱になる気分/辛くなる原因」として描写されることが多いため「非常にうっとうしい母親」のイメージが強いが、それはのび太が勉強や家事手伝いなどを「やれば出来るのに面倒くさがってやらない」為である事が大半である。のび太にとっては最も頭の上がらない人物であり、理不尽な対応に困ることも多いが、時折彼女の言葉で自分の非を自覚したり、母親として大切に思っている一面も見せる。
ドラえもんの事は居候や同居人、あるいはのび太の子守り用ロボット的存在という認識で、ドラえもんを家族の一員としてはカウントしていない。一応、家の手伝いを頼んだり、頻度は低いが彼のひみつ道具に頼る事もある。小学生の頃やのび太が乳幼児の時に、タイムマシンで過去にやってきたのび太とドラえもんには何度も出会っているが、その時々のことを現在はすっかり忘れてしまっている。
また、未来デパートから自転車が来る話では、のび助のゴルフセットやカメラの買い替えを反対する一方、自分の時計や服は新しくしたいと主張してケンカしていたことも。またのび助とは、互いの買い替えをめぐって口論になることが多い。

### 動物嫌い
しずか、スネ夫、ジャイアン、出木杉英才が皆ペットを飼っているのとは対照的に、玉子は動物嫌いであるため、のび太はいかなるペットも基本的に飼うことができない。のび太はそれを分かった上で捨て犬や捨てネコを拾ってくることがあるが玉子に「捨ててらっしゃい！」と一蹴されてしまう。のび太の「ペットを飼いたい」という願いを断った回数は100回に達する。ペットを飼うことに憧れるのび太が、玉子に隠れて犬やネコを一時的に保護したり、あるいは恐竜を飼ったり、「台風のたまご」で生まれたフー子や宇宙から来た宇宙人や生物にした掃除機まで追い出そうとするなど、後先のことは一切考えない。多くの女性の例に漏れず、ゴキブリは大の苦手であり、数匹のゴキブリが引っかかったゴキブリホイホイを捨てられずにのび太に頼んだり、のび太に説教している時にゴキブリが現れた際も「もう怒らないからゴキブリを追い出して」と怯え、ゴキブリを追い出した後はのび太に対する怒りを忘れており、お小遣いをあげている。
また、ドラえもん並にネズミが苦手であり、ドラえもんと一緒にテーブルの上でゴーゴーを踊ったことがある。ただし一辺倒に駄目というわけではなく、亀や金魚、甲虫などについては飼育を許可している模様。その他にもハンドバッグを見つけてくれたペコをのび太が飼うことを許したり、一度情の移った子ネコを飼おうとしたこともあり、のび助の会社の上司から預かったハムスターを可愛がる場面もある。またのび太が怪我をしたスズメの雛を拾って巣立ちのときまで内緒で育てていたことをすでに承知してその様子を影で見守っていたり、他にもドラえもんの道具で生まれたキー坊を飼うことを認めるといった例外も見られる。嫌う理由については「動物の可愛さを知らないから」とのび太は分析している。

### 日常に関して
生け花を習っており、家元から褒められたこともある。また、近所の主婦たちとコーラスグループを作っており、玉子の歌唱力もなかなかのもの。
また、暇なときには週刊誌を読むが、普段はめったに本を読まないという。旅行は好きでは無く、「お金をかけてくたびれにいく」と形容したこともある。その一方でのび助に旅行に行くよういったこともありのび助が同じように形容した際には「たまにはそんな疲れ方をしてみたい」と嫌味を言ったこともある。
アニメ版2期では、布団に入ったらすぐに寝るなどのび太並みの寝つきの良さも見せている。

### 信条・年齢設定に関して
活動的であり、学校の裏山がゴルフ場として開発されようとした際は地球環境に関する本を熟読し、先陣に立って反対活動を行った。当初は、のび助と同様に原作の初期設定で戦争中やその後の食糧事情の厳しさを経験しているため、食べ物を粗末にすることに対して快く思っていない。しかし自分が太りすぎであると思った際には食事を抜くダイエットをしている。ただ、その際は腹が減っているためとてもイライラしており、とばっちりでドラえもん、のび太、のび助に当たり散らすことがある。

## 関連人物
玉子の親族と、その関係者を記す。

### 片岡家
玉子の母（のび太の母方の祖母）
声 - 高村章子（1979.7）→不明（1981.8）→久松夕子（2003.8）→稲葉まつ子（2004.11）→まるたまり（2007.8 - 2010.5）→瀧本富士子（2015.11 - 2022.5）
7巻「ママのダイヤを盗み出せ」、プラス1巻「グルメテーブルかけ」に登場する。
「ママのダイヤを盗み出せ」には、若い頃の祖母が登場する。玉子が勝手にダイヤの指輪（実はガラス玉）を持ち出して失くしてしまうが、タイムマシンでやってきたドラえもんたちが見つけて返しにやってくる。しかし娘にはあえてそのことを隠し、指輪は二人に持ち帰らせた。そしてガサツでズボラな娘への教育として日が暮れるまで指輪を探させた。このため玉子は「怪しい二人組が指輪を持ち去った（ドラえもんとのび太だが気づいていない）」と思い込み、最後までガラス玉であることは気づかなかった。
玉子の兄
プラス1巻「グルメテーブルかけ」に登場する。病気の母親の世話をし、かけつけた玉子を気遣った。原作漫画では数コマしか出番がなく、玉子との関係は明確な言葉では描かれていないが、関連書籍『ド・ラ・カルト』には「ママのお兄さん」と表記されている。
玉夫（たまお）
声 - 井上和彦（1979.8）→山下啓介（1983.6）→島香裕（1992.5）→桜井敏治（2005.11）→乃村健次（2016.9 - 2022.2）
玉子の弟。玉子同様眼鏡を掛けている。
真面目で優しく人間性も良いが、気弱な性格でかなりの口下手。玉子と比べると身長は低く、太めで丸みのある体型。
2巻「正直太郎」では、自分の気持ちをはっきりと口に出すことができないことから、恋人の女性との仲が進展していなかったが、ひみつ道具の正直太郎をたまたま恋人が拾って本音を喋ったことで奮起し自力で思いを告白できた。
32巻「ほしい人探知機」では、車のセールスの職に就いている。セールスがうまくいかず自信が持てなかったが、ドラえもんとのび太に協力によって車を欲しがっていたお金持ちを紹介され、はりきって営業に挑んだ。
1995年のテレビアニメでは、玉子が幼稚園児の頃に誕生したことが語られた。
玉夫の恋人
声 - 鳳芳野（1979.8）→不明（1992.5）→江森浩子（2005.11）→中原麻衣（2022.2）
玉子の父 ★（のび太の母方の祖父）
声 - 中博史（1995.1）→北村弘一（2004.11）
テレビアニメ第2作第1期「グルメテーブルかけで食べ放題!」に登場する。原作漫画には登場しない。

## 配役

### 声優
- 小原乃梨子（初代：テレビアニメ第1作）[69]
- 千々松幸子（2代目：テレビアニメ第2作第1期）
- 三石琴乃（3代目：テレビアニメ第2作第2期）

少女時
- テレビアニメ第2作第1期：千々松幸子（1979.7）→川上とも子（2000.3[70]）
- テレビアニメ第2作第2期：三石琴乃（2006.8 - ）

### 演じた女優
- 澤田育子 - 舞台版『ドラえもん のび太とアニマル惑星』
- 渡辺江里子（阿佐ヶ谷姉妹）- テレビCM『ソフトバンク 5Gって ドラえもん？」』[71]

## アニメでの描写
アニメ第2作1期「ママは小学五年生」（1994年12月9日放映）では「眼鏡を外すとかなりの美人」という設定で姿が描かれた。「ママ、小学生になる」（2015年11月6日放送）では偶然「タイムふろしき」を被った玉子が小学生になり、のび太と行動を共にする様子が描かれた（その年齢の玉子は近眼ではなかったため裸眼）。
「ママのダイヤを盗み出せ」（2007年放送）では、玉子が7歳の時代にサイン会を行う松田聖子（本人が声を担当）が描かれた。